# Shelley (Essex)
Pour les articles homonymes, voir Shelley.
Shelley est un village de l'Essex, en Angleterre, situé dans le district non métropolitain d'Epping Forest.